# Myrmechusa camerounensis
Myrmechusa camerounensis – gatunek chrząszcza z rodziny kusakowatych i podrodziny Aleocharinae.
Gatunek ten został opisany w 1965 roku przez Tonyę Ann Koblick i Davida Kistnera.
Owad myrmekofilny, związany z mrówkami Dorylus (Anomma) rufescens.
Chrząszcz afrotropikalny, znany z Kamerunu i Rwandy.